# Караульноярское сельское поселение
Караульноярское сельское поселение — муниципальное образование в Ярковском районе Тюменской области.
Административный центр — село Караульнояр.

## Состав поселения
В состав сельского поселения входят:
- село Караульнояр
- деревня Новокурская